# Beňadiková
Beňadiková – wieś (obec) na Słowacji położona w kraju żylińskim, w powiecie Liptowski Mikułasz. Pierwsze wzmianki o miejscowości pochodzą z roku 1352.
Według danych z dnia 31 grudnia 2010, wieś zamieszkiwały 464 osoby, w tym 222 kobiet i 242 mężczyzn.
W 2001 roku rozkład populacji względem narodowości i przynależności etnicznej wyglądał następująco:
- Słowacy – 97,71%
- Czesi – 1,15%
- Węgrzy – 0,23%